# Sarawat Yai
Sarawat Yai (em tailandês:  สารวัตรใหญ่) é uma telenovela tailandesa exibida pelo Channel 7 entre 13 de janeiro e 17 de fevereiro de 2019, estrelada por Kantapong Bumrungrak, Tussaneeya Karnsomnuch, Wathit Sopha, Ingfah Ketkham, Ornlene Sothiwanwongse, unthasai Pisalayabuth e Art Supawatt Purdy.

## Enredo
Yai Weroj, um jovem policial talentoso, é transferido da fronteira para ser o novo inspetor-chefe da delegacia da província de Phra Lan, província de Phra Kamphaeng. Phra Lan é uma área remota e cheia de negócios ilegais e corrupção nos círculos do serviço público. Ele tenta resolver crimes e é um bom exemplo para outros policiais. Ele tem Kampaeng, uma linda esposa que sempre o apoia, além de Pittayatorn, um jovem policial verde para ajudá-lo.

## Elenco
- Kantapong Bumrungrak como major da polícia Yai Weroj
- Tussaneeya Karnsomnuch como Kampaeng
- Wathit Sopha como subtenente da polícia em exercício Pittayatorn
- Ingfah Ketkham como Mattanee
- Ornlene Sothiwanwongse como Orathai
- Art Supawatt Purdy como general da polícia / comandante Anek
- Nunthasai Pisalayabuth como tenente-coronel Sabanant
- Nukkid Boonthong como sargento Booncherd
- Pesquisas Chottinnawat como capitão da polícia Kobkiat
- Wasu Sangsingkaew como governador Pichet
- Praptpadol Suwanbang como Mogul Kakanand
- Anuwat Niwatawong como Mogul Noi
- Sumet Ong-art como Mogul Jaturon
- Pongsanart Vinsiri como Kamnan Chalongchok
- Puchisa Thanapat como Nawakun
- Worapot Chaem como sargento Pranote
- Rahtree Wittawat como irmã Juab
- Manopaiboon como velho vendedor de leite de soja
- Thanayong Wongtrakun como sargento Char

## Recepção
O episódio de estreia de Sarawat Yai 2019 recebeu a classificação de audiência de 6,9, de acordo com a Nielsen Rating (Tailândia). Esse número é considerado alto para as minisséries da televisão no horário nobre. Após o episódio de estreia, as classificações de Sarawat Yai continuaram subindo, chegando a 8,4 por episódio 9 em 3 de fevereiro de 2019. De acordo com o site da TV Digital Watch, a classificação do episódio final em 17 de fevereiro de 2019 atingiu o pico de 11,3, tornando 'Sarawat Yai' a primeira minissérie de horário nobre mais bem classificada para Ch.7 este ano.

### Classificações
Nas tabelas abaixo, os números azuis representam as classificações mais altas e os números vermelhos representam as classificações mais baixas.
| Episódio | Data de transmissão     | Classificações AGB |
| Episódio | Data de transmissão     | Em todo o país     |
| -------- | ----------------------- | ------------------ |
| 1        | 13 de janeiro de 2019   | 6.92%              |
| 2        | 18 de janeiro de 2019   | 7.09%              |
| 3        | 19 de janeiro de 2019   | 7.70%              |
| 4        | 25 de janeiro de 2019   | 7.43%              |
| 5        | 26 de janeiro de 2019   | 7.22%              |
| 6        | 27 de janeiro de 2019   | 7.75%              |
| 7        | 1 de fevereiro de 2019  | 7.10%              |
| 8        | 2 de fevereiro de 2019  | 7.54%              |
| 9        | 3 de fevereiro de 2019  | 8.38%              |
| 10       | 8 de fevereiro de 2019  | 7.40%              |
| 11       | 9 de fevereiro de 2019  | 7.71%              |
| 12       | 10 de fevereiro de 2019 | 7.85%              |
| 13       | 15 de fevereiro de 2019 | 9.30%              |
| 14       | 16 de fevereiro de 2019 | 9.60%              |
| 15       | 17 de fevereiro de 2019 | 11.30%             |
| Média    | Média                   | 8.02%              |

Nota: Domingo, 20 de janeiro de 2019, nenhuma transmissão devido à transmissão da Copa da Ásia de 2019 entre China e Tailândia dos Emirados Árabes Unidos.